# Metro Station
|  | For anden betydning, se Metrostation |
Metro Station er et amerikansk pop rock band dannet i Los Angeles af Mason Musso og Trace Cyrus i 2006. Bandet er best kendt for singlen "Shake It" fra debutalbummet Metro Station fra 2008. Singlen nåede Billboards top 10.
Bandet opløste sig selv d. 23. marts 2010, selvom Mason Musso efterfølgende har forsøgt en solokarriere under navnet Metro Station.

## Studiealbummer
- Metro Station	(2007)
- Savior (2015)